# Тредуэлл, Софи
Софи Анита Тредуэлл (англ. Sophie Anita Treadwell, 3 октября 1885, Стоктон, Калифорния — 20 февраля 1970, Тусон, Аризона) — американская журналистка и драматург, автор одной из лучших  экспрессионистических драм 1920-х годов — «Машиналь».

## Биография

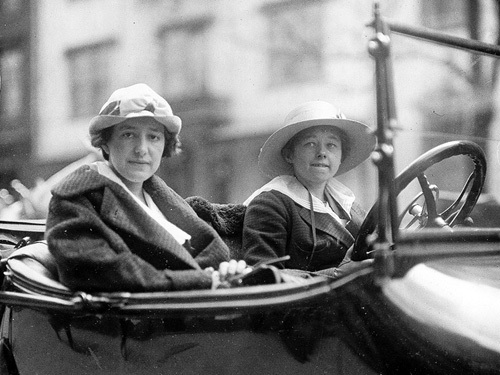
Софи Тредуэлл в 1917 году

Родилась 3 октября 1885 года в Стоктоне в штате Калифорния. Бабушка Софи по отцовской линии жила в Мексике. Бабушка Софи по материнской линии — Анна Грей Фэрчайлд иммигрировала из Шотландии и управляла большим семейным ранчо в Стоктоне после смерти мужа. Брак родителей Софи был проблемным. Между 1890 и 1891 году её отец Альфред ушёл из семьи и переехал в Сан-Франциско, Софи осталась с матерью Нэтти Фэрчайлд, но иногда проводила время с отцом в Сан-Франциско. Во время этих посещений Тредуэлл впервые познакомилась с театром. Она смотрит «Венецианского купца» с Хеленой Моджеевской в роли Порции и «Федру» с Сарой Бернар в заглавной роли. В 1902 году Софи с матерью переехали в Сан-Франциско.
В 1902—1906 годах Софи училась в Калифорнийском университете в Беркли, где получила степень по французской литературе. Во время учёбы Софи увлекалась студенческим театром и была корреспондентом газеты San Francisco Examiner. Из-за тяжелого финансового положения семьи Софи пришлось работать на нескольких работах, в том числе в газете The San Francisco Call. В то же время Софи начала писать. Во время учёбы Софи столкнулась с психическим и нервным расстройствами, которые будут мучить её всю жизнь и неоднократно приводить к длительной госпитализации.
После окончания учёбы Софи переехала в Лос-Анджелес, где некоторое время играла в водевилях. Изучала актёрское мастерство. Её наставницей была польская актриса Хелена Моджеевская, которая наняла Софи Тредуэлл в качестве секретаря.
В 1908 году Софи была принята на работу в газету San Francisco Evening Bulletin в качестве журналиста и литературного критика. Брала интервью у Джека Лондона, освещала несколько громких судебных процессов по делу об убийствах. Для серии статей Софи представлялась проституткой, чтобы попасть в исправительный дом. В 1910 году Софи вышла замуж за Уильяма Макгихэна, известного спортивного репортёра San Francisco Evening Bulletin, скончавшегося в 1933 году.
Софи ездила во Францию освещать Первую мировую войну, была единственной женщиной-корреспондентом, аккредитованным Государственным департаментом США. Однако Софи не пустили на линию фронта и она работала медсестрой.
По возвращении в США в 1915 году Софи вслед за мужем переехала в Нью-Йорк, где работала в газете New York Journal American журналистом и экспертом по Мексике. Софи освящала конец Мексиканской революции 1910—1917 годах, стала единственным иностранным журналистом, взявшим интервью у революционного генерала Панчо Вилья. Это двухдневное интервью принесло Софи известность в области журналистики, а также послужило основой для первой бродвейской пьесы Софи «Гринго» и её более позднего романа «Лусита». В Нью-Йорке Софи присоединилась к Лиге Люси Стоун суфражисток и участвовала в борьбе за избирательное право для женщин. Софи жила в свободном браке, отдельно от мужа. Софи вошла в круг богатого поэта, коллекционера, мецената и издателя Уолтера Конрада Аренсберга и его жены Луизы, а также художника Марселя Дюшана. В 1916—1919 годах у Софи был роман с художником Мейнардом Диксоном.
В 1923 году Софи училась у Ричарда Болеславского, ученика Константина Станиславского, актёра и режиссёра Первой студии МХТ. В это же время Софи стала объектом внимания СМИ из-за судебной тяжбы с Джоном Берримором, который пытался поставить пьесу о Эдгаре Аллане По своей второй жены Мишель Стрейндж. Пьеса в значительной степени была заимствована из рукописи, которую Софи написала и поделилась с ней несколькими годами ранее. Софи удалось выиграть суд и остановить постановку, за что она подверглась резкой критике в СМИ.
Между 1922 и 1941 годами на Бродвее были поставлены 7 пьес Софи. Критики часто отрицательно оценивали пьесы Софи. Также у неё были напряжённые отношения с продюсерами.
Софи познакомилась с русским эмигрантом, театральным критиком Александром Койранским. По совету Койранского в 1929 году Софи послала для постановки в СССР свою пьесу «Машиналь» Сергею Бертенсону, который сохранял связи с Владимиром Немировичем-Данченко, директором и художественным руководителем МХАТ и перевёл пьесу на русский язык. Бертенсон отослал перевод Владимиру Немировичу-Данченко, который рекомендовал её для постановки на Малой сцене. Художественный совет МХАТ пьесу отверг, и Немирович-Данченко «рекомендовал её дальше» — в Камерный театр Таирова. С 21 мая по 6 июня 1933 года Софи побывала в Москве, поводом для визита стало приглашение Софи на премьеру 22 мая её пьесы «Машиналь» в Камерном театре Таирова. В ходе визита в Москву Софи 30 мая побывала на спектакле «Дни Турбиных» и 4 июня в гостях у Михаила Булгакова. По возвращении в США Софи Тредуэлл написала драму «Земля обетованная», местом действия которой является коммунальная квартира в Москве. Софи последовательно защищала авторское право и стала первым американским драматургом, получившим гонорар за постановку своей пьесы в СССР.
В 1941 году Софи восемь месяцев прожила в Мехико в качестве корреспондента «New York Herald Tribune». Софи некоторое время жила в Вене, столице Австрии, а также в Торремолинос на юге Испании. Вернувшись в США, жила в Ньютауне в штате Коннектикут, а также в родном Стоктоне и в Мексике.
Софи посетила послевоенную Германию. В 1949 году Софи усыновила мальчика из Германии, которого назвала Уильямом.
Последние годы провела в городе Тусон в штате Аризона. Скончалась в больнице 20 февраля 1970 года.

## «Машиналь»

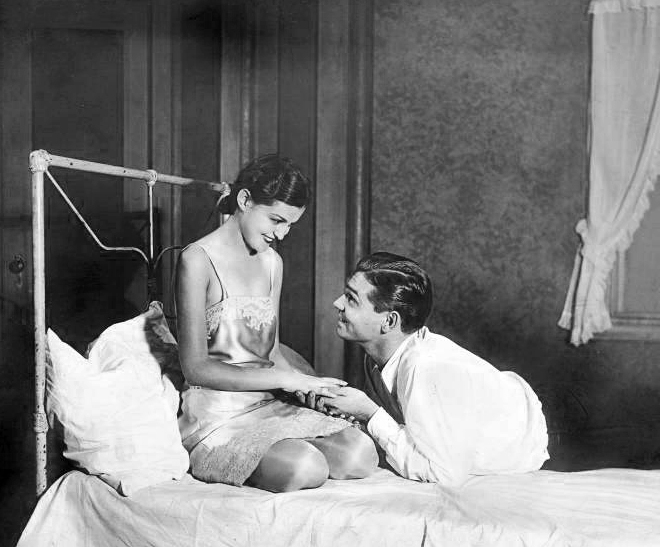
и Кларк Гейбл в оригинальной бродвейской постановке «Машиналь», 1928

Сцена из спектакля «Эллен Джонс» Театра-студии под руководством Р. Н. Симонова, 1933

Вдохновила драматурга реальная история Рут Снайдер (1895—1928), судебный процесс над которой Софи освящала в качестве журналиста.
Премьера пьесы состоялась на Бродвее в 1928 году. Поставил её Артур Хопкинс.
22 мая 1933 года состоялась премьера пьесы в Москве в Камерном театре Таирова, постановщик Александр Таиров, художник-оформитель Вадим Рындин, с Алисой Коонен в заглавной роли. На премьеру приезжала сама Софи Тредуэлл. Одновременно пьеса под названием «Эллен Джонс» шла в Театре-студии под руководством Р. Н. Симонова, постановка Рубена Симонова и Александра Габовича, художники А. Оленев, В. Либсон и Л. Кулага, с Ксенией Тарасовой в заглавной роли. Обе постановки пользовались одинаково большим успехом.
В 1993 году пьеса была поставлена Стивеном Долдри в Королевском национальном театре с Фионой Шоу в заглавной роли. Постановка получила премию Лоренса Оливье за лучший возобновлённый спектакль в 1994 году.

## Публикации на русском языке
- Земля обетованная. Пьеса в трёх действиях // Иностранная литература  / пер. с англ. языка и вступление Галины Лапиной. — 2020. — № 12.